# Gates of Heaven (Kilranelagh)
Die Gates of Heaven (auch Kilranelagh Cemetery genannt) liegen auf dem Kilranelagh Hill zwischen den Townlands Kilranelagh (irisch Cill Rannaileach) und Colvinstown Upper, östlich von Baltinglass im County Wicklow in Irland und sind Steinformationen unbekannten Typs in einer Einfriedung.
Etwa in der Mitte der Einfriedung liegt eine Anordnung von vier großen Steinen. Die Steine sind nicht in der archäologischen Datenbank erfasst, haben aber das Aussehen von Megalithportalen. Es gibt zwei große, südöstlich ausgerichtete Orthostaten mit einem zwischen ihnen liegenden Stein. Im Kontext mit dem westlichen Orthostaten steht eine etwas kleinere Platte in derselben Linie. 
Es war eine lokale Sitte, bei Beerdigungen den Sarg zwischen die beiden Portalsteine zu stellen, bevor er auf dem Friedhof beigesetzt wurde, auf dem noch alte Grabsteine stehen. Gemäß der Überlieferung sollte dies sicherzustellen, dass der Verstorbene direkt in den Himmel kommt, daher der Name „Gates of Heaven“. Man nimmt an, dass die Steine der ursprüngliche Zugang zum Gehege sind.